# ウィリアム・ブルックス

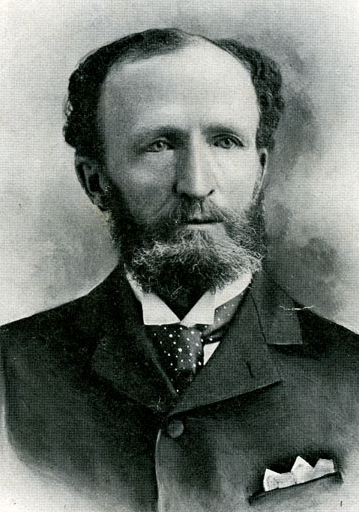
ウィリアム・ブルックス

ウィリアム・ペン・ブルックス（William Penn Brooks, 1851年11月19日 - 1938年3月8日）は、アメリカの農学者。いわゆるお雇い外国人として、ウィリアム・スミス・クラークが去った後の北海道、札幌農学校で教鞭をとった。

## 経歴
アメリカ、マサチューセッツ州サウス・シチュエットの農家に生まれる。1872年（1年次3学期）にマサチューセッツ農科大学（現在のマサチューセッツ大学アマースト校）に入学。1873年ノースカレッジの一室で同級の仲間とともにPhi Sigma Kappaを結社。在学中にクラークのもとで植物生理学の実験に参加している。1875年に同大学を首席で卒業後も研究生として化学と植物学を専攻した。
日本政府より札幌農学校の農学教師および校園監督として招聘を受け、1877年1月に来日、クラークの同校での仕事を引き継ぐこととなった。着任後すぐに農学講義と農学実習、演説・討論を含む英語，1880年からは植物学も担当、タマネギをはじめ、ジャガイモ、トウモロコシといった西洋野菜を紹介し、その栽培法を学生や近郊農家の人々に指導した。札幌農学校には12年間勤務し、うち4年は教頭を務め、学生には「ブル先生」の愛称で親しまれた。 1882年に一時帰国した際にエヴァ・バンクロフト・ホールと結婚、夫人を札幌へ呼び寄せ、夫妻は日本で7年間暮らした。その間に娘レイチェルと息子サムナーも生まれている。
1888年10月、ブルックスは家族とともにアメリカへ帰国する。離任時に日本政府より勲四等旭日小綬章を授与された。1889年、母校マサチューセッツ農科大学の農学教授に就任、同時にマサチューセッツ州農業試験場技師として勤務した。この時期にアメリカにダイズやキビを導入している。1896年8月、ブルックスは家族とともにドイツへ留学、ハレ大学で1年学び、博士号を取得した。1903年，1905～6年までマサチューセッツ農科大学学長代理。帰国後の1906年には農業試験場の所長に就任、1918年に辞するまでこれを務める。その後1921年まで顧問を務めた。1924年に夫人が死去した3年後にグレース・ホールデンと再婚。1932年、マサチューセッツ農科大学はブルックスに農学の名誉博士号を授与、晩年はアマーストの自宅の庭を耕して過ごした。

## 顕彰碑
2022年10月4日、札幌村郷土記念館保存会により札幌村郷土記念館に顕彰碑が建立された。